# Komsomolski (Adiguèsia)
Komsomolski - Комсомольский (rus) és un possiólok de la República d'Adiguèsia, a Rússia. Es troba a 6,5 km a l'oest de Koixekhabl i a 41 km al nord-est de Maikop, la capital de la república. Pertany al municipi de Drujba.